# トラミカス (路面電車車両)
トラミカス（Tramicus）は、ポーランド各地の路面電車で使用される超低床電車。同国の鉄道車両メーカーであるペサが初めて製造した路面電車車両である。

## 概要

### 開発までの経緯
ペサ（Pojazdy Szynowe Pesa Bydgoszcz Spółka Akcyjna、PESA）は、ポーランドのブィドゴシュチュに本社を置く鉄道車両メーカーである。1851年に創業した長い歴史を持つこの企業は、第二次世界大戦後の社会主義時代はポーランド国鉄の車両修理を手掛け、民主主義への移行による経済の自由化の中で1991年に「ヴィトゴシュツ車両修理工場（ZNTK Bydgoszcz ）」として独立して以降もしばらくは鉄道車両の修理を主要な業務としていたが、2001年に社名を現在の「ペサ」に変更し、鉄道車両の製造事業に参入した。
一方、ポーランド各地の路面電車では社会主義時代からホジュフに本社を置くコンスタルが独占的に新型車両の製造を手掛けており、1997年のアルストム（フランス）の買収以降も部分超低床電車の製造を実施していたが、経済的な理由などで発注数は社会主義時代から大幅に減少し、2001年をもって同社はポーランドにおける路面電車車両の製造から撤退した。その結果一時的にポーランド国内で新型路面電車車両を生産する企業が消滅する事態となり、2000年代中盤以降各地の鉄道車両メーカーが参入を始めた。ペサについても2003年に既存の車両（805Na）の近代化車両（805Nm）で路面電車市場へ参加を始め、2005年にエルブロンク市電向けの超低床電車の発注を獲得した事で、車両の新造も手掛ける事となった。これが「トラミカス」と呼ばれる車種である。

### 構造
「トラミカス」は台車が設置されていないフローティング車体を中間に挟んだ片運転台の連接車で、事業者の条件によって編成（3車体・5車体）や軌間（1,000 mm、1,435 mm）が選択可能である。モジュール構造を取り入れた鋼製車体は安全性を重視した設計になっており、流線形の前面はクラッシャブルゾーンにより衝突による破損から運転手を保護する設計となっている。台車は小径車輪を用いた車軸付きのものが用いられ、台車を搭載する車体は床上高さが480 mmとフローティング車体（350 mm）より若干高くなっているが、その間には緩やかなスロープが設置されているため車内に段差は存在しない。
主電動機はドイツのフォイトが製造した誘導電動機が用いられ、VVVFインバータ制御（IGBT素子）に対応した制御装置はワルシャワに本社を置くメドコム（Medcom）が製造を手掛けている。制動装置は回生ブレーキが用いられ、制動使用時に電力の回収が可能である他、台車にはディスクブレーキや電磁吸着ブレーキが搭載されている。集電装置はシングルアーム式パンタグラフが用いられ、運転台がある先頭車体の屋根上に設置されている。これらの電気機器は双方向ネットワークシステム「CAN」を用いた自動診断システムによって管理されている他、車両には機器の状態や診断を記録するレコーダーも設置されている。

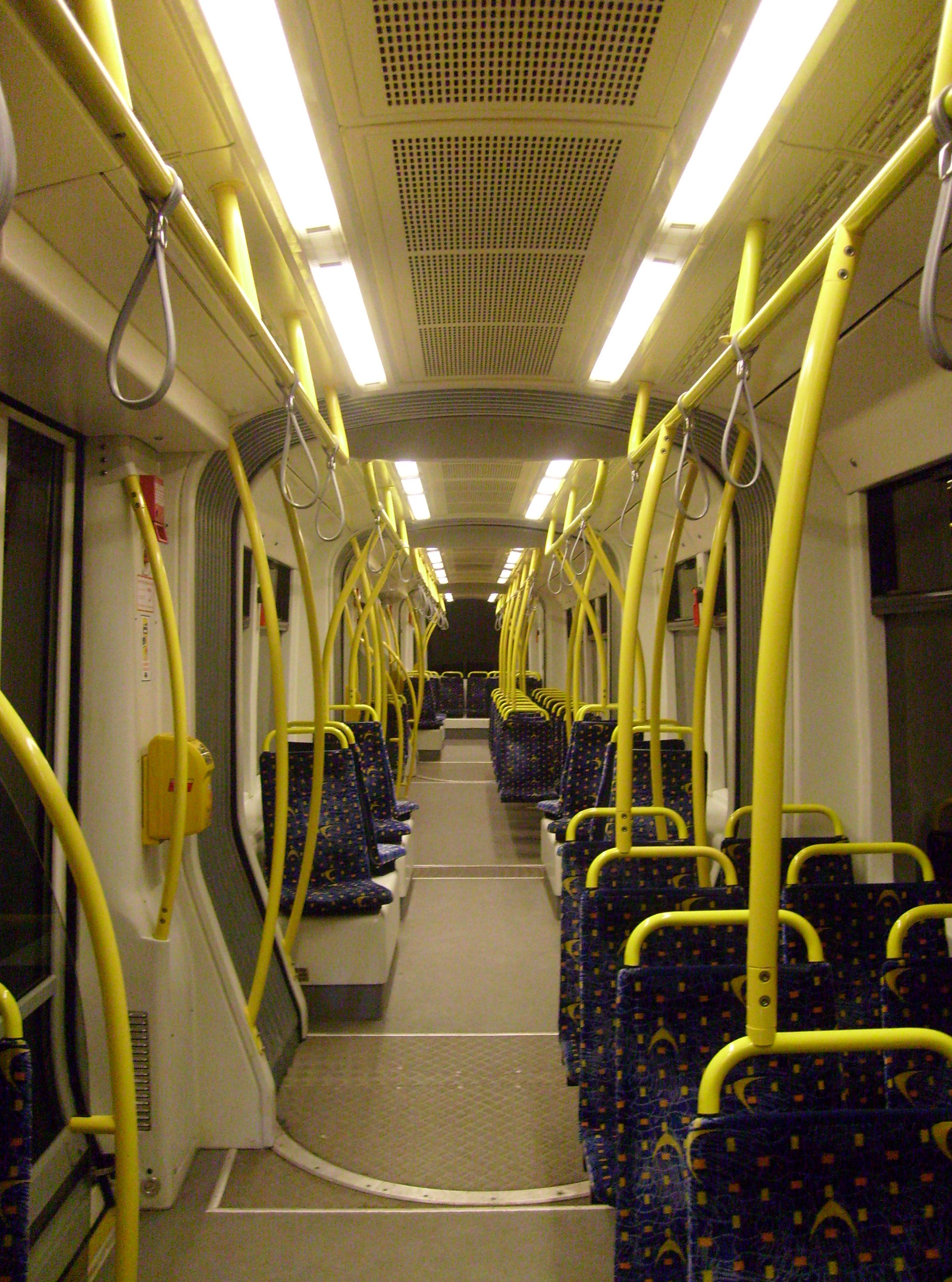
車内（ワルシャワ）

## 運用

### エルブロンク

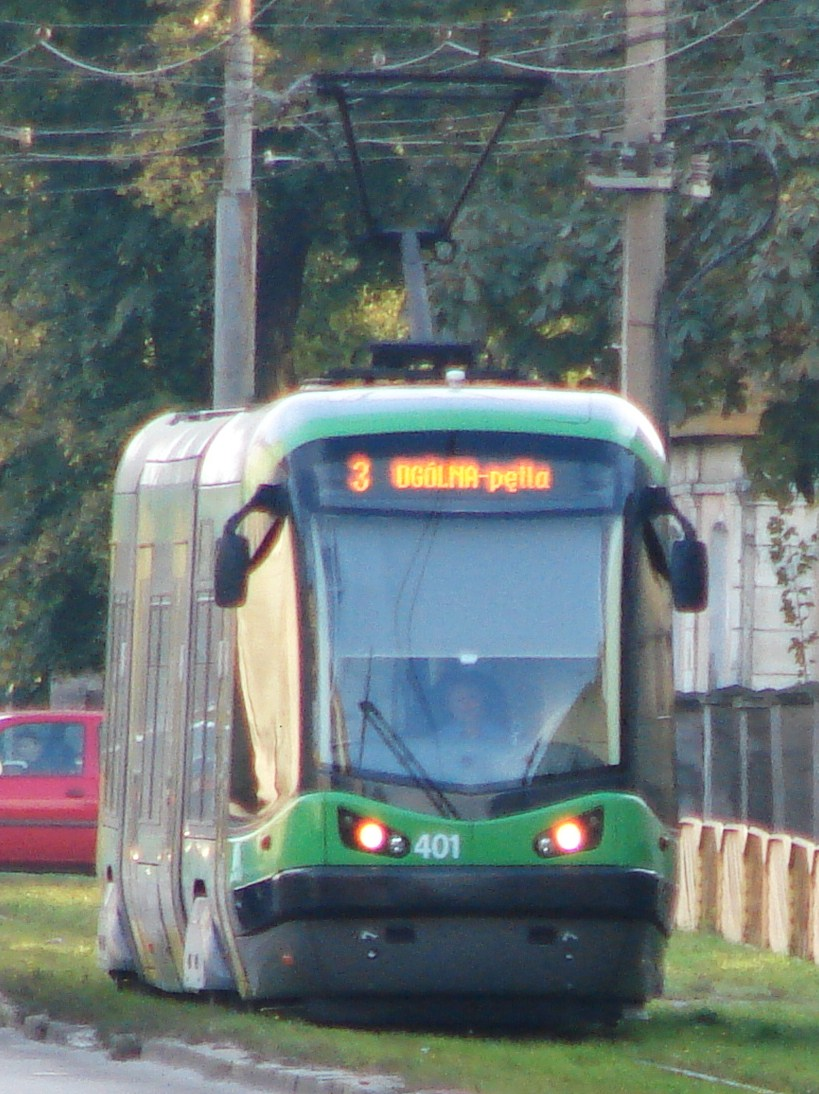
121N（2010年撮影）

トラミカスが最初に導入されたのは、エルブロンク市内を走るエルブロンク市電である。2005年に3車体連接車の製造に関する契約が結ばれたのち、2006年12月21日から営業運転を開始した。2007年までに発注が実施された全6両の導入が完了しており、2012年には全車に対してエルブロンク市の名誉市民にちなんだ愛称が付けられている。
| 主要諸元 | 主要諸元 | 主要諸元 | 主要諸元 | 主要諸元     | 主要諸元                         |
| 形式     | 製造年   | 総数     | 軌間     | 編成         | 参考                             |
| -------- | -------- | -------- | -------- | ------------ | -------------------------------- |
| 121N     | 2006-07  | 6両      | 1,000mm  | 3車体連接車  | [ 13 ] [ 2 ] [ 4 ] [ 14 ] [ 11 ] |
| 121N     | 全長     | 全幅     | 全高     | 重量         | 最高速度                         |
| 121N     | 20,220mm | 2,350mm  | 3,400mm  | 24.55t       | 70km/h                           |
| 121N     | 着席定員 | 立席定員 | 対応電圧 | 主電動機出力 | 出力                             |
| 121N     | 41人     | 81人     | 直流600V | 105kw        | 420kw                            |

### ワルシャワ

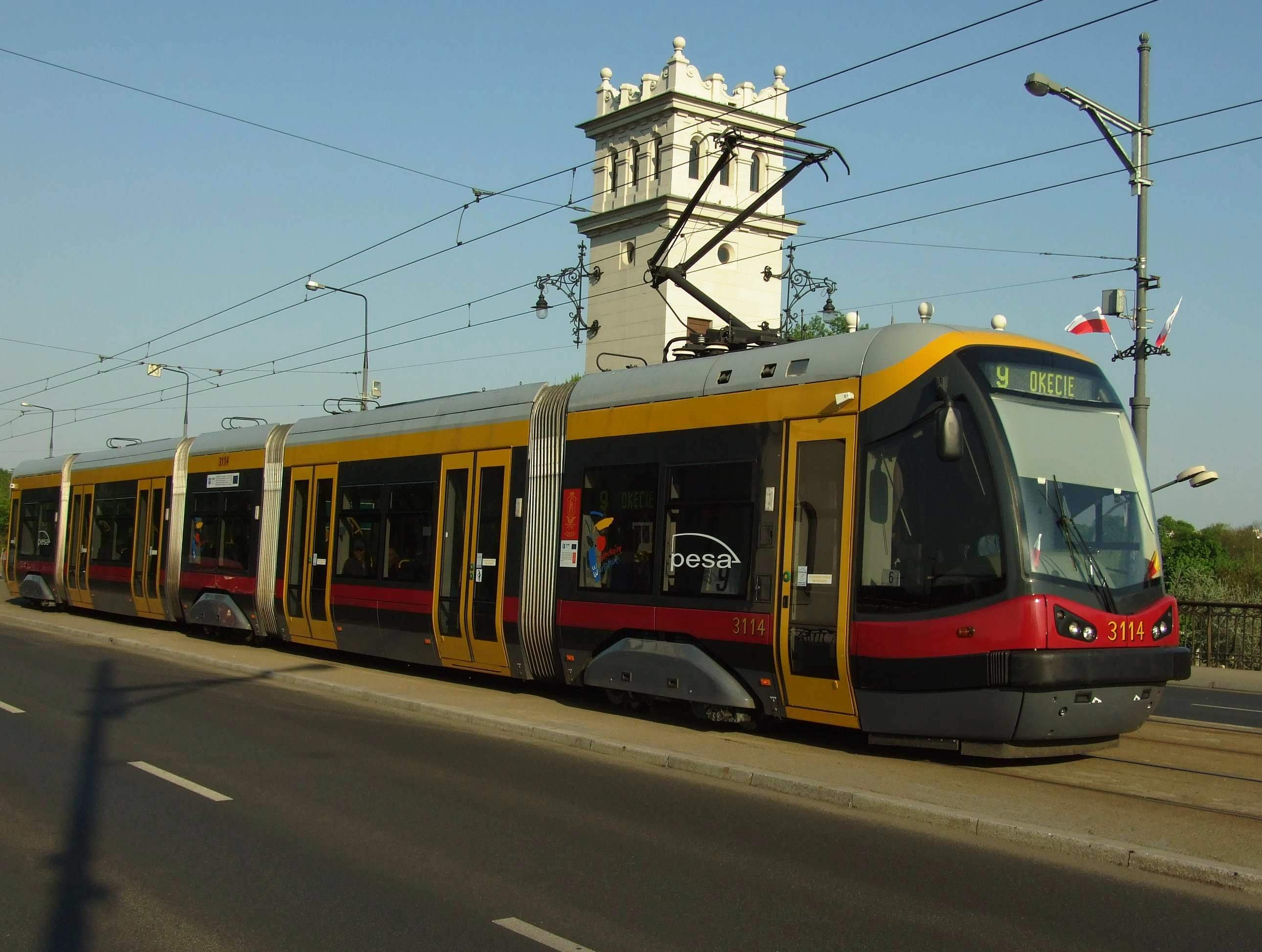
120N（登場時の塗装、2009年撮影）

2006年、ポーランドの首都・ワルシャワで路面電車（ワルシャワ市電）を運営するワルシャワ路面電車会社は、欧州連合からの支援に基づく市電の近代化プロジェクトの一環として、ペサとの間に15両のトラミカス（120N）の導入契約を結んだ。これらはワルシャワ市電における初の100 %超低床電車にして、車内に冷房を完備した車両となった。2007年7月に最初の車両がワルシャワに到着し、試運転を経て翌8月から営業運転を開始した。同年中に発注分の納入が完了し、2020年現在は15両が使用されている。2018年3月には制動装置のうち主要な発電ブレーキに関する回路に関する障害が発見され、一時全車両が運用を離脱する事態になったが、新たな機器や回路への交換が実施され同年6月から営業運転に復帰している。
塗装については、当初エルブロンク市電向けの121Nの塗装パターンを踏襲し、赤・黒・黄を基調としたものがPESAとワルシャワ路面電車会社との協議により採用されていたが、2009年に今後の超低床電車の標準として灰色を基調とした新塗装が決定し、同年に1両が塗り替えられた。しかし、従来のワルシャワ市電のイメージから逸脱したこの塗装は賛否両論の議論を巻き起こし、早期に車体全体を黄色1色、上部を赤色としたものへと改められ、以降は全車ともこの塗装への変更が行われた。それ以降、この塗装パターンは「トラミカス」を含むワルシャワ市電の100 %超低床電車の標準塗装として用いられている。

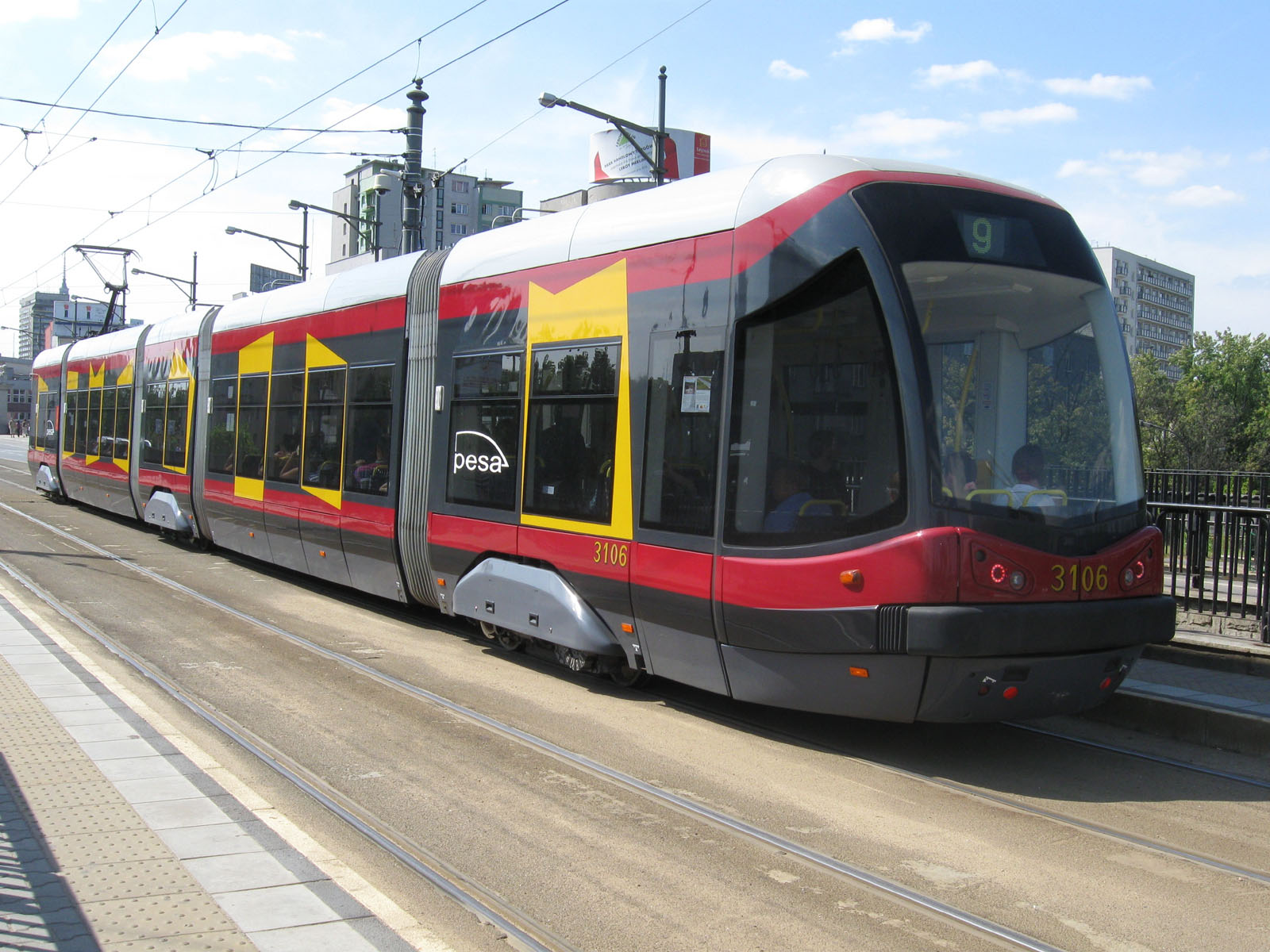
登場時の塗装（後方）
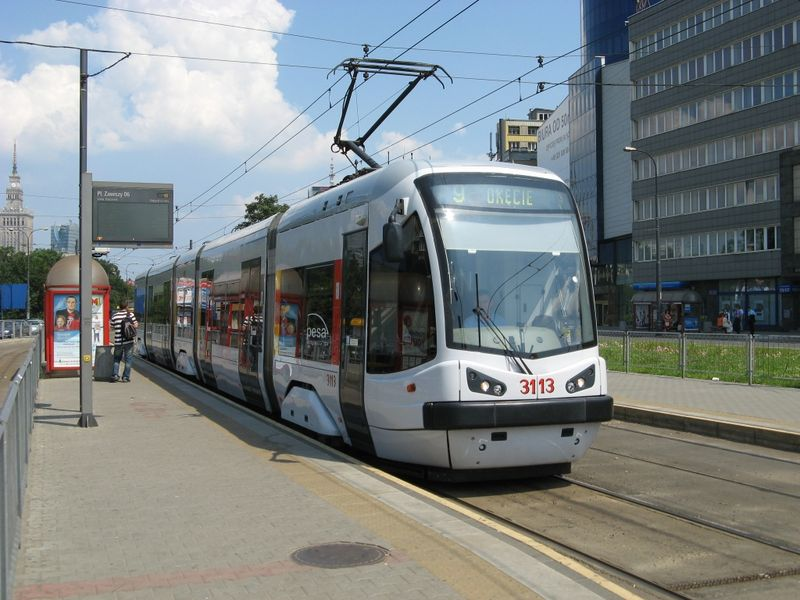
灰色を基調とした塗装に塗り替えられた車両（2009年撮影）
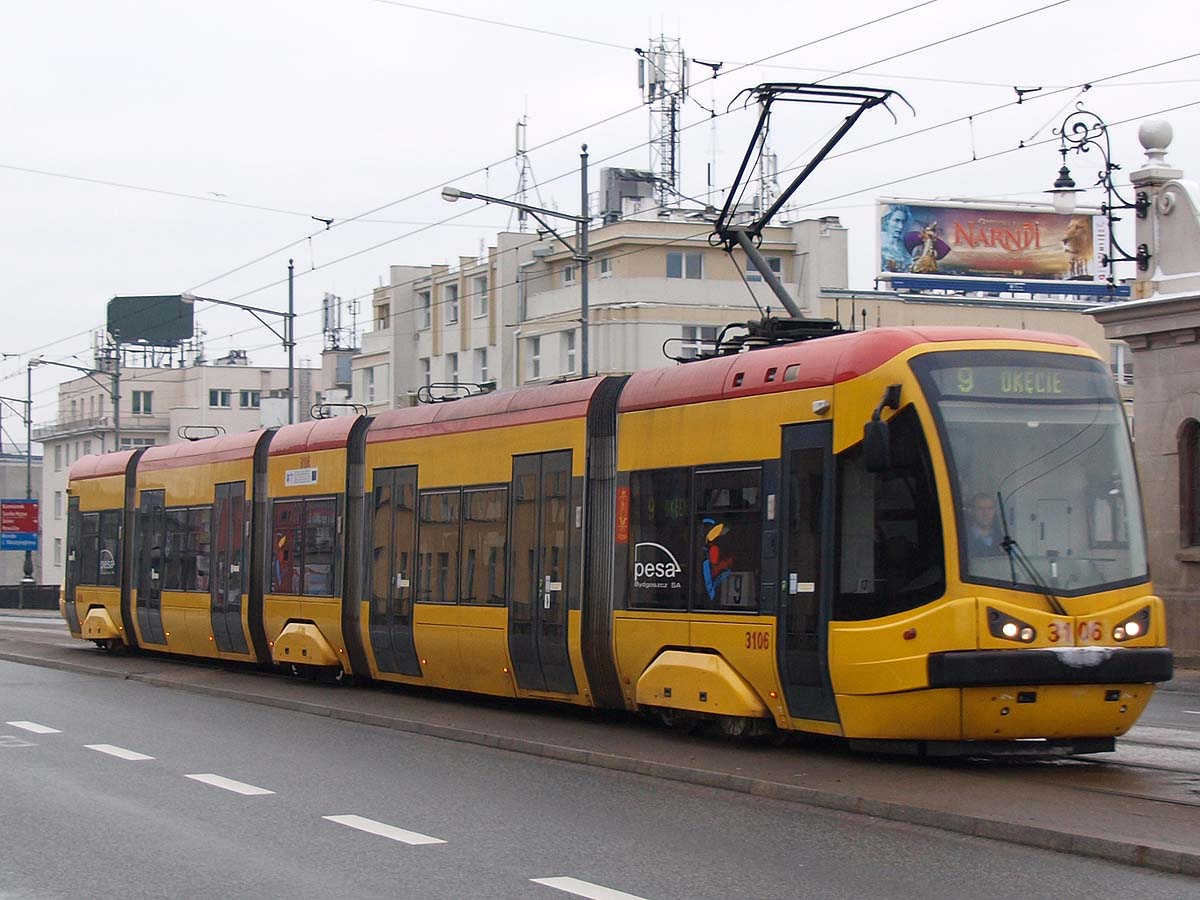
現塗装（2011年撮影）

| 主要諸元 | 主要諸元 | 主要諸元 | 主要諸元 | 主要諸元     | 主要諸元                          |
| 形式     | 製造年   | 総数     | 軌間     | 編成         | 参考                              |
| -------- | -------- | -------- | -------- | ------------ | --------------------------------- |
| 120N     | 2007     | 15両     | 1,435mm  | 5車体連接車  | [ 13 ] [ 4 ] [ 15 ] [ 16 ] [ 17 ] |
| 120N     | 全長     | 全幅     | 全高     | 重量         | 最高速度                          |
| 120N     | 31,820mm | 2,350mm  | 3,400mm  | 43.4t        | 70km/h                            |
| 120N     | 着席定員 | 立席定員 | 対応電圧 | 主電動機出力 | 出力                              |
| 120N     | 63人     | 143人    | 直流600V | 105kw        | 420kw                             |

## 関連項目

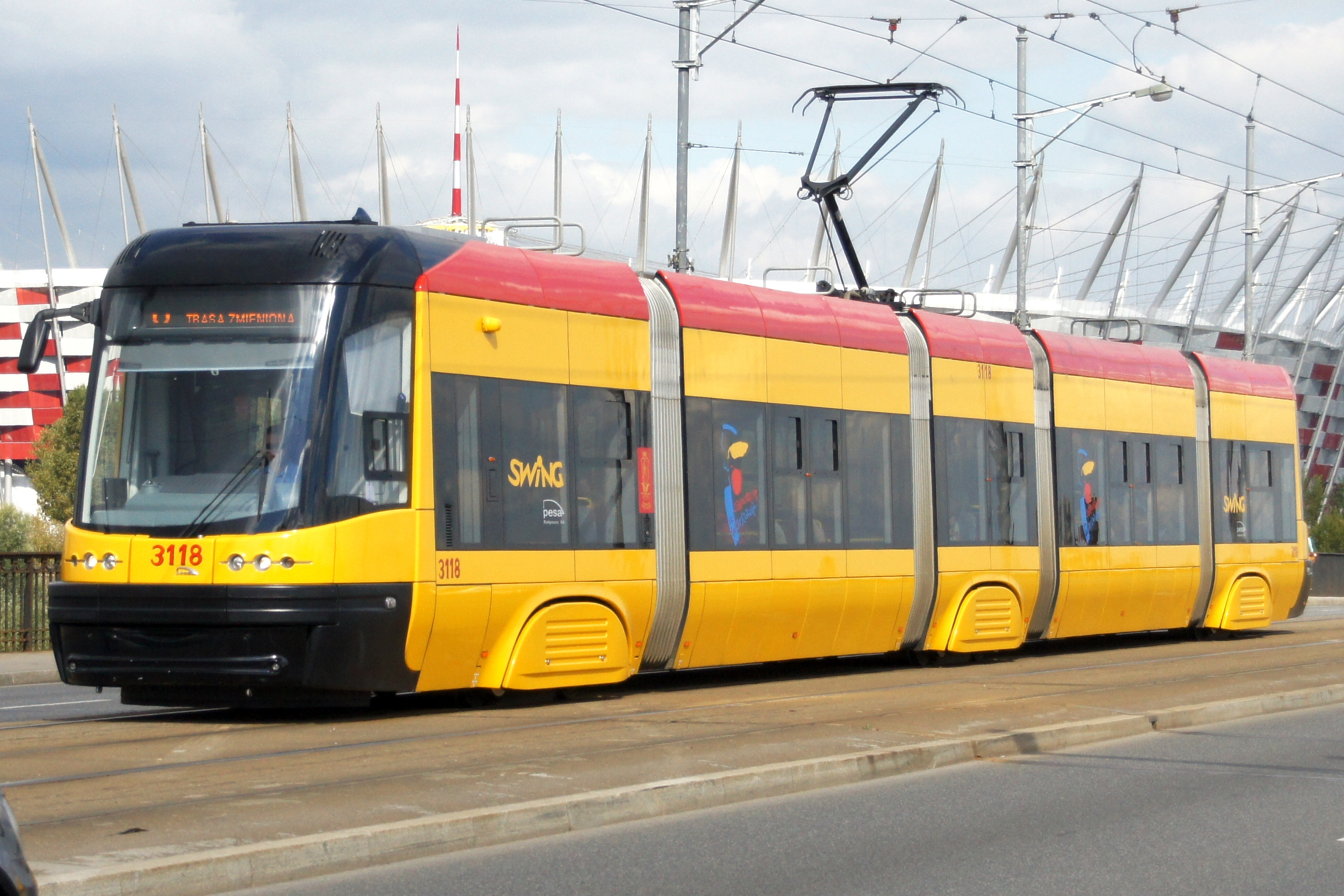
スウィング
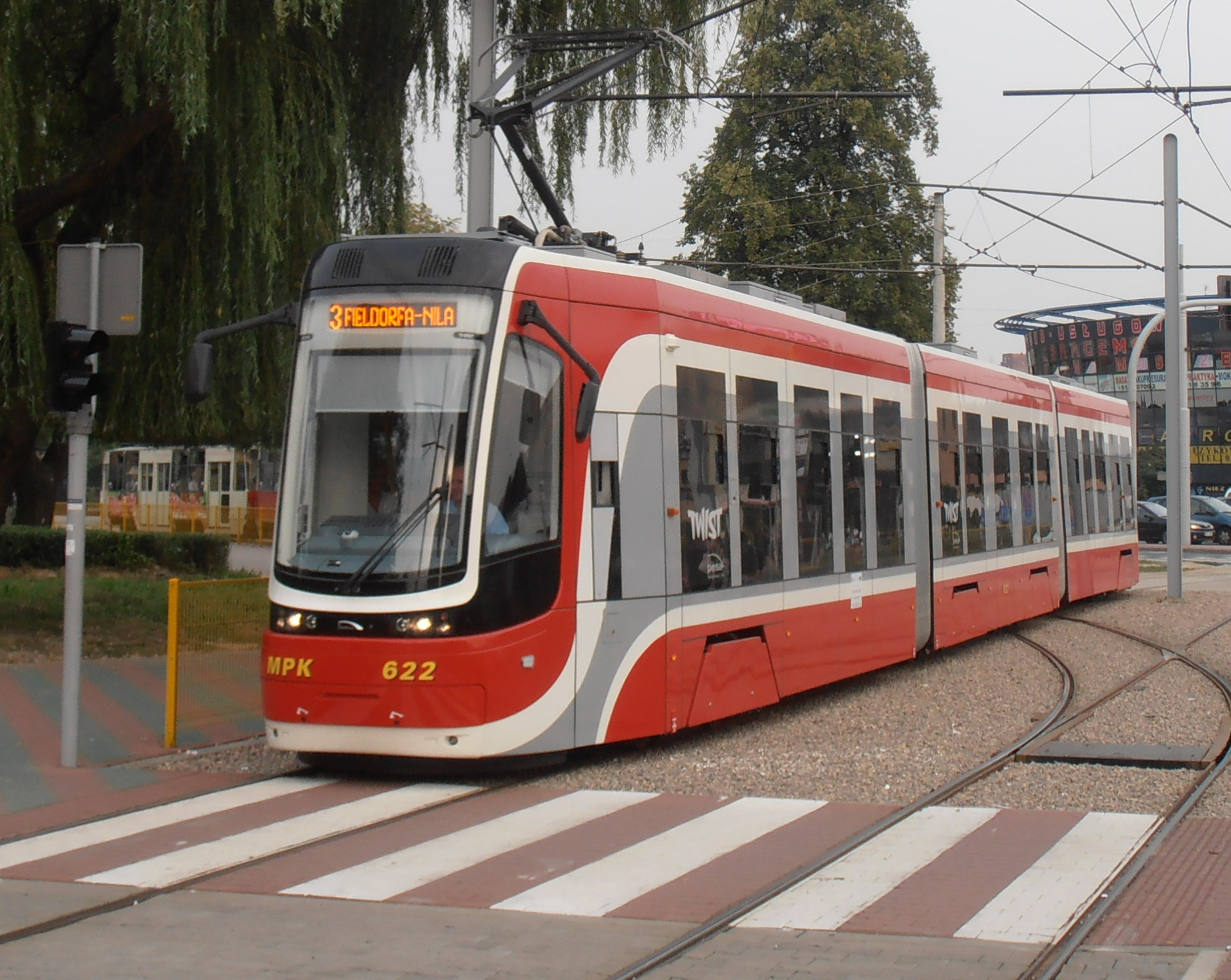
ツイスト
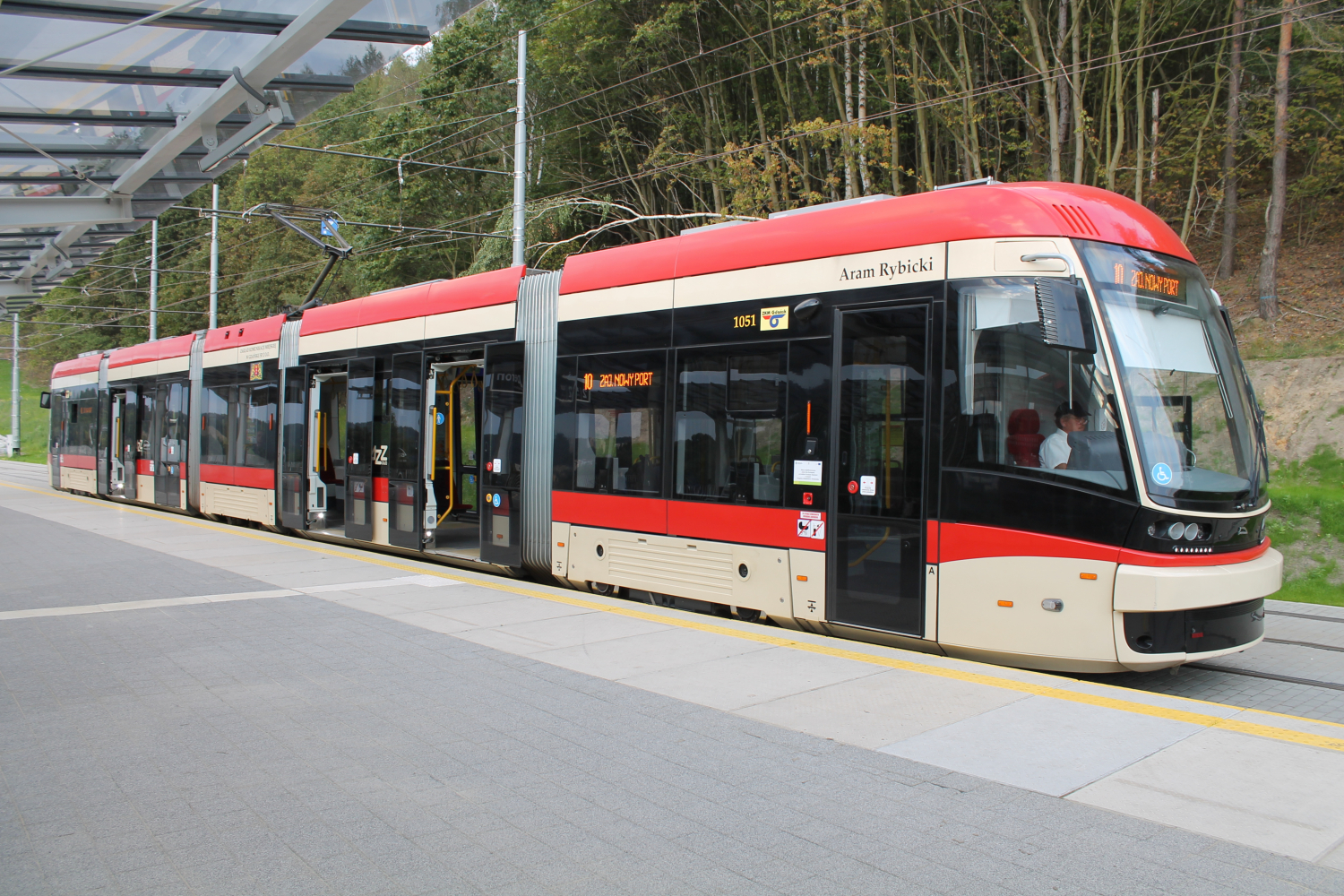
ジャズ

### ウッチ

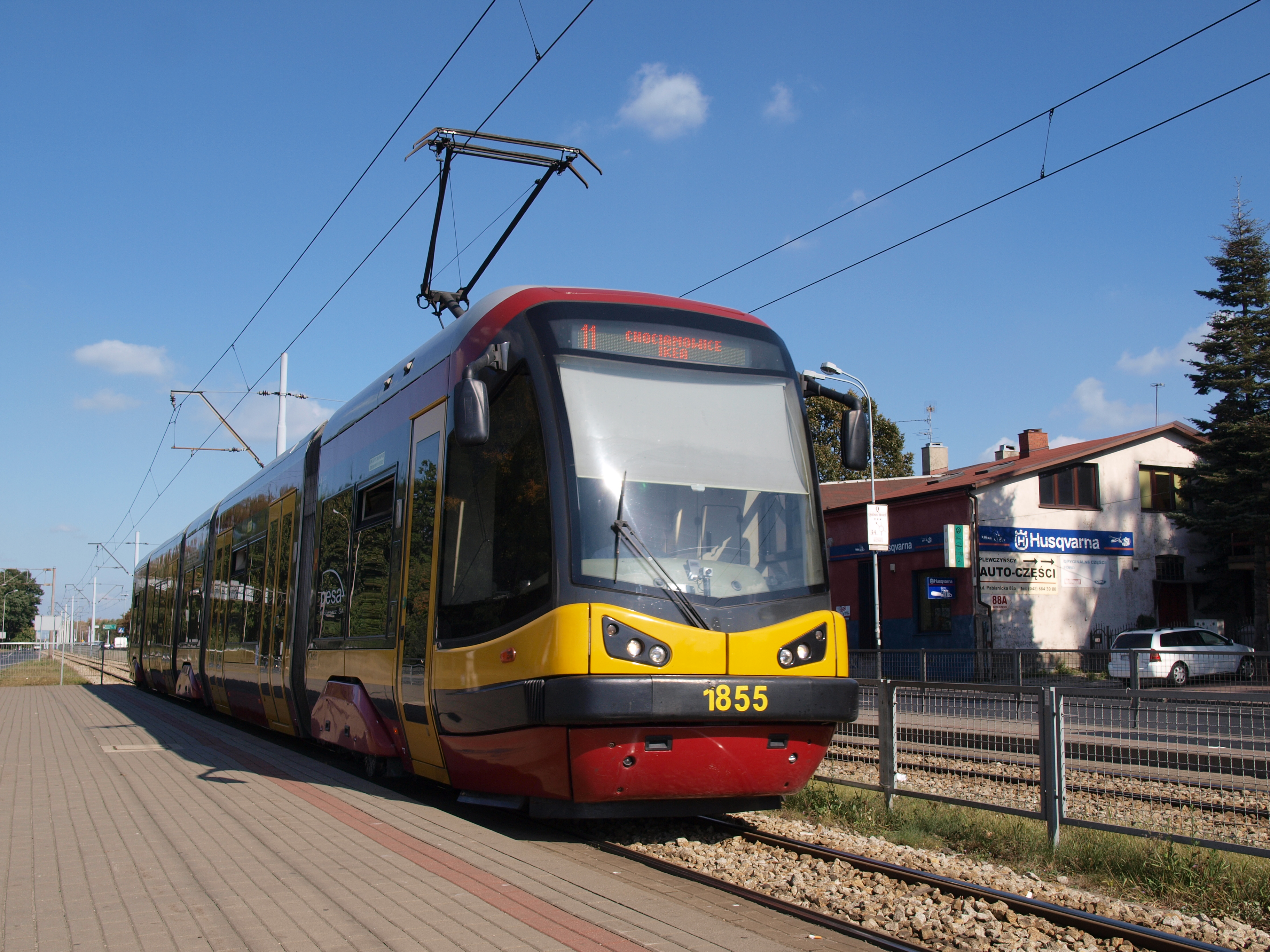
122N（2011年撮影）

ウッチ市内の路面電車であるウッチ市電を運営するウッチ市交通会社は、優先信号の導入や線路・電停の改良を含めた大規模な近代化プロジェクト「ウッチ地域トラム（Łódzkiego Tramwaju Regionalnego、ŁTR）」に合わせ、2006年にペサとの間にトラミカス（122N）を導入する契約を交わした。2008年の「ウッチ地域トラム」の運行開始に合わせて営業運転に投入され、2020年現在10両が営業運転に用いられている。ただし1両（1853）については台車の故障により2014年から長期に渡って運用を離脱し、2020年にペサ製の新造品と交換した事で復帰した経歴を持つ。

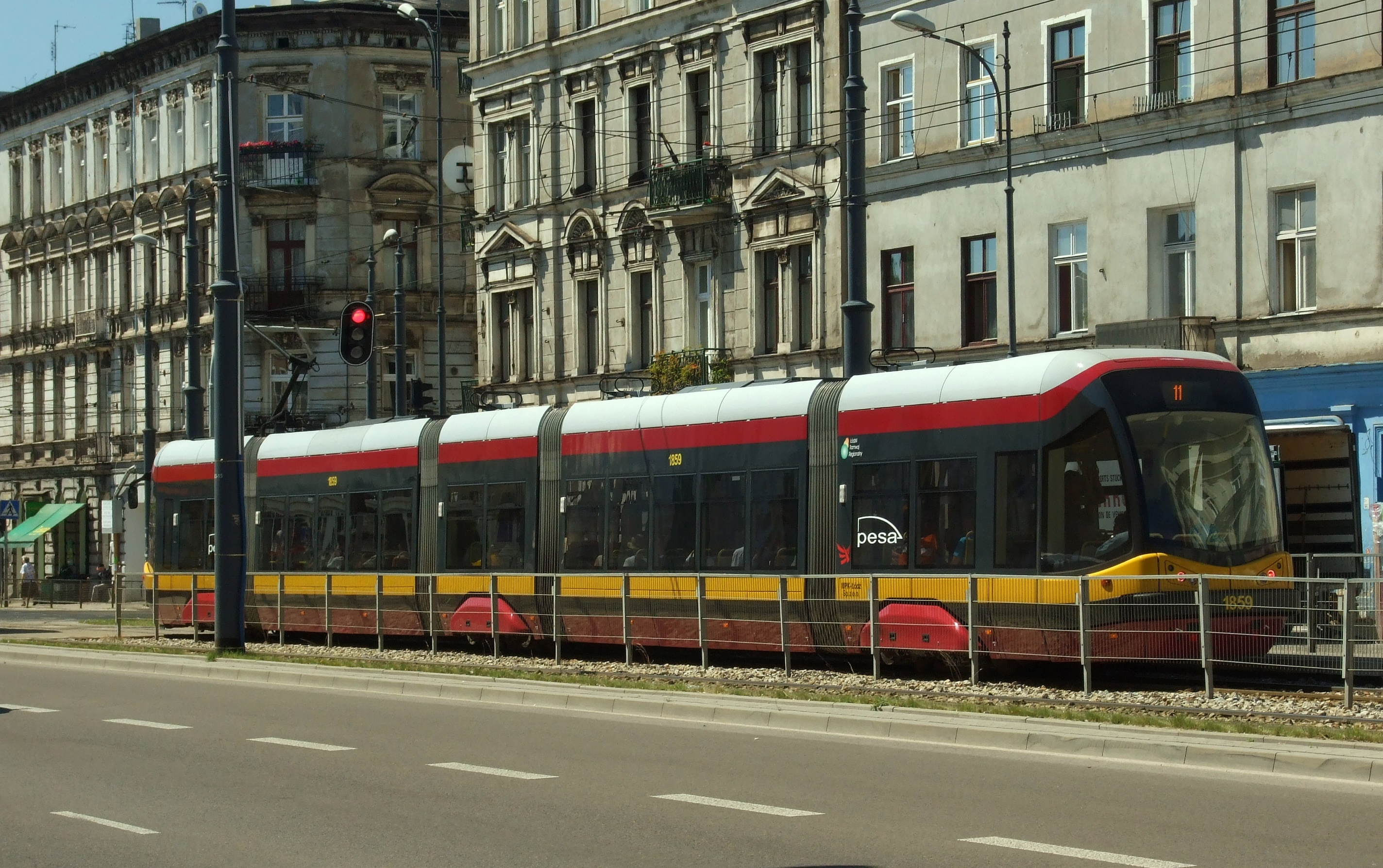
122N（後方）

| 主要諸元 | 主要諸元 | 主要諸元 | 主要諸元 | 主要諸元     | 主要諸元                  |
| 形式     | 製造年   | 総数     | 軌間     | 編成         | 参考                      |
| -------- | -------- | -------- | -------- | ------------ | ------------------------- |
| 122N     | 2008     | 10両     | 1,000mm  | 5車体連接車  | [ 13 ] [ 4 ] [ 6 ] [ 22 ] |
| 122N     | 全長     | 全幅     | 全高     | 重量         | 最高速度                  |
| 122N     | 31,820mm | 2,350mm  | 3,400mm  | 43.4t        | 70km/h                    |
| 122N     | 着席定員 | 立席定員 | 対応電圧 | 主電動機出力 | 出力                      |
| 122N     | 63人     | 148人    | 直流600V | 105kw        | 420kw                     |

### ブィドゴシュチュ

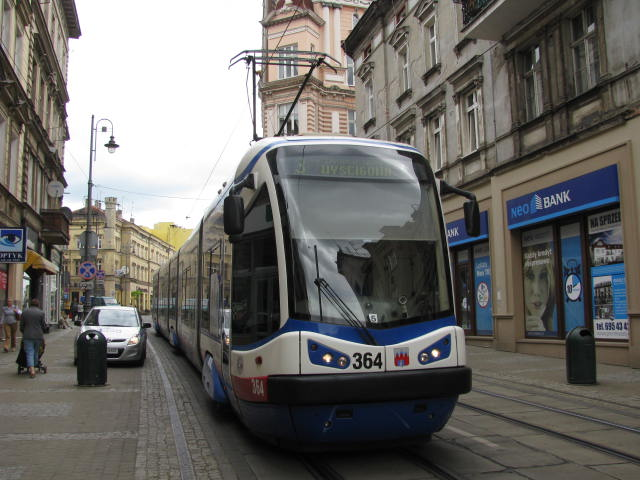
122N（2012年撮影）

ブィドゴシュチュ市内を走るブィドゴシュチュ市電では、2020年現在2両のトラミカス（122N）が使用されている。これらは同市電初の超低床電車として2007年に発注されたもので、翌2008年から営業運転を開始した。また、1両に関しては同年にドイツ・ベルリンで開催されたイノトランスでの展示が行われている。

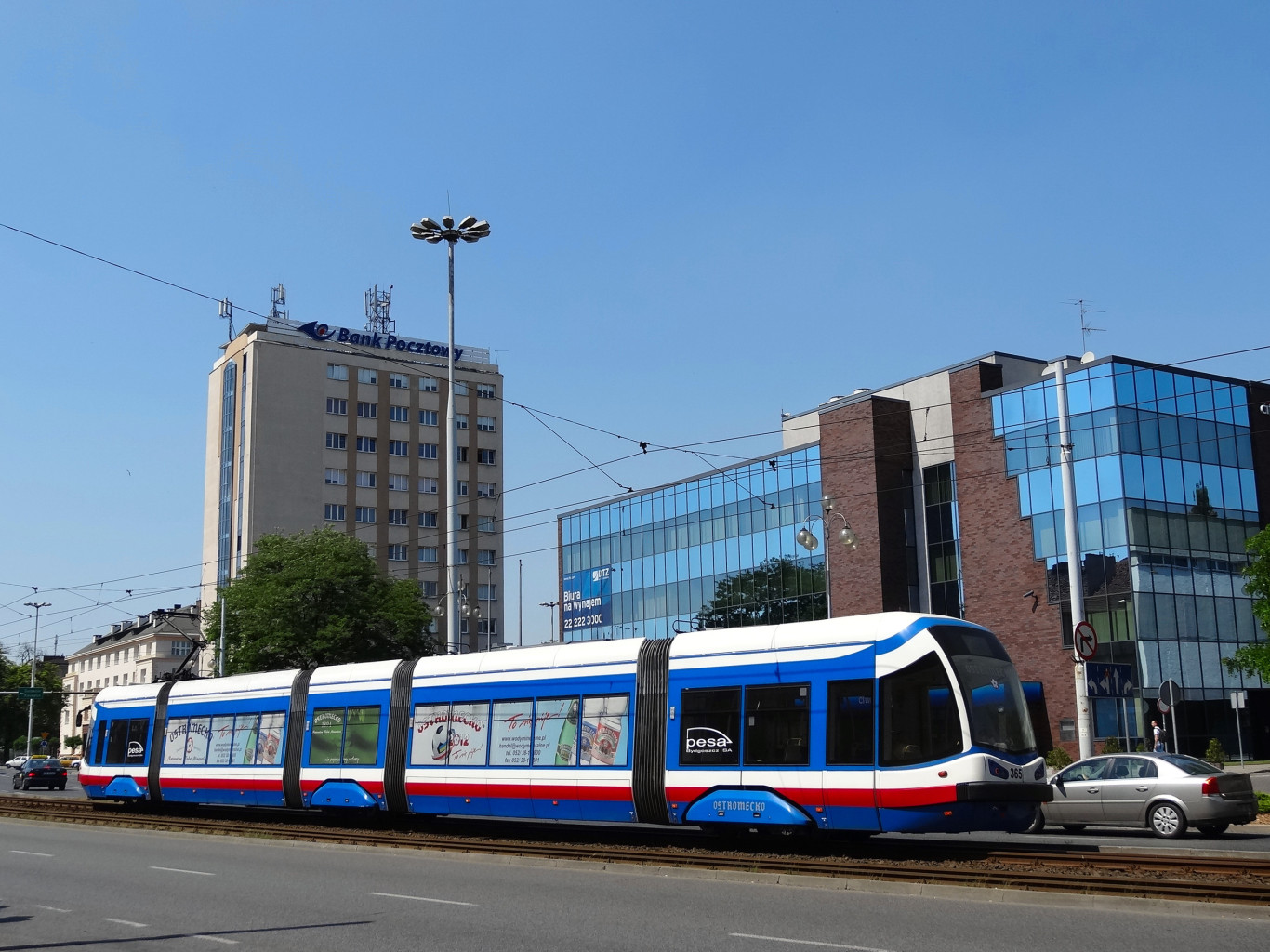
122N（後方）

| 主要諸元 | 主要諸元 | 主要諸元 | 主要諸元 | 主要諸元     | 主要諸元                   |
| 形式     | 製造年   | 総数     | 軌間     | 編成         | 参考                       |
| -------- | -------- | -------- | -------- | ------------ | -------------------------- |
| 122N     | 2008     | 2両      | 1,000mm  | 5車体連接車  | [ 13 ] [ 4 ] [ 26 ] [ 27 ] |
| 122N     | 全長     | 全幅     | 全高     | 重量         | 最高速度                   |
| 122N     | 31,820mm | 2,350mm  | 3,400mm  | 43.4t        | 70km/h                     |
| 122N     | 着席定員 | 立席定員 | 対応電圧 | 主電動機出力 | 出力                       |
| 122N     | 63人     | 148人    | 直流600V | 105kw        | 420kw                      |

## 参考資料
- Marek Graff (2015/7-8). “Nowy tabor tramwajowy w Polsce” (PDF). TTS Technika Transportu Szynowego:  46-63 2020年8月11日閲覧。.
- LRTA (2017-8). “A FERTILE MARKET FOR POLISH car builders”. Tramways & Urban Transit No.956 80:  294-298 2020年8月11日閲覧。.